# Joseph Toole
Joseph Kemp Toole, född 12 maj 1851 i Savannah, Missouri, död 11 mars 1929 i Helena, Montana, var en amerikansk demokratisk politiker. Han var Montanas guvernör 1889–1893 och 1901–1908.
Toole studerade juridik och arbetade sedan som advokat. Han representerade Montanaterritoriet i USA:s representanthus utan rösträtt i kongressen 1885–1889.
Toole vann det första guvernörsvalet i Montana med nästan 51 procent av rösterna. År 1893 efterträddes han i guvernörsämbetet av John E. Rickards. År 1901 tillträdde Toole sedan på nytt som guvernör. 
Han avgick 1908 av hälsoskäl. Som pensionär delade Toole sin tid mellan bostäderna i Helena och i San Francisco. Toole County har fått sitt namn efter Joseph Toole.